# Jan Högbom
Jan Arvid Högbom, född 3 oktober 1929 i Gustav Vasa församling i Stockholm, är en svensk astronom. 
Högbom doktorerade 1959 vid universitetet i Cambridge och är docent i astronomi och har varit verksam vid Stockholms observatorium. Han blev 1981 ledamot av Vetenskapsakademien. Han är mest känd för att ha utvecklat algoritmen CLEAN som används för att behandla bilder tagna med radioteleskop för att maximera deras vetenskapliga nytta och minimera de störningar som instrumenten introducerar.
Algoritmen CLEAN har fortsatt stor användning inom såväl radioastronomi som andra fält och användes bland annat för att skapa bilden av det supermassiva svarta hålet i M87 galaxens kärna.
Högbom har varit gift med Kerstin Fredga.